# Halictus alfkenellus
Halictus alfkenellus är en biart som beskrevs av Embrik Strand 1909. Halictus alfkenellus ingår i släktet bandbin, och familjen vägbin. Inga underarter finns listade i Catalogue of Life.